# Вавау (острів)
Вавау (тонг. Vavaʻu, англ. Vavaʻu) — острів у північній частині острівної групи Вавау округу Вавау (Королівство Тонга), в південно-західній частині Тихого океану.

## Географія
Площа острова — 89,74 км². Він простягся з північного сходу на південний захід на 17 км, при максимальній ширині понад 12 км. Довжина берегової лінії 99 км. Максимальна висота 131 м (пагорб Талау).

## Населення
Зміна чисельності населення острова Вавау за переписом з 1996 по 2011 роки:
| Роки                        | 1996   | 2006    | 2011    |
| --------------------------- | ------ | ------- | ------- |
| Чисельність населення, осіб | 12 238 | ▲12 546 | ▼12 088 |

Всього на острові 19 населених пунктів, найбільші з них поселення (2011): місто Неїафу (4051 особа) та села Леїмату'а (1105 осіб), Та'анеа (706 осіб), Лонгомапу (613 осіб), Тефісі (588 осіб).

## Галерея
| Зображення острова Вавау | Зображення острова Вавау | Зображення острова Вавау |
| ------------------------ | ------------------------ | ------------------------ |
| Пляж                     | Фото НАСА                | «Печера Моряка»          |